# صفحه مختلط

نمایش هندسی یک عدد مختلط و مزدوج آن در صفحهٔ مختلط. طول خط آبی‌رنگ از مبدأ تا نقطهٔ ، قدر مطلق و زاویهٔ φ، آرگومان آن است.

صفحهٔ مختلط در ریاضیات، صفحه‌ای است که توسط اعداد مختلط با یک دستگاه مختصات دکارتی تشکیل می‌شود به این روش که محور-x، که محور حقیقی نام دارد، از اعداد حقیقی تشکیل شده است و محور-y، که محور موهومی هم نام دارد، از اعداد موهومی محض تشکیل شده است.
صفحه مختلط «تفسیر هندسی اعداد مختلط» را ممکن می‌سازد. تحت عمل جمع، مثل بردارها جمع انجام می‌شود. ضرب دو عدد مختلط به صورت ساده‌تر از طریق مختصات قطبی بیان می‌شود- اندازه یا پیمانه حاصلضرب، برابر ضرب دو مقدار قدر مطلق، یا پیمانه، است و زاویه یا آرگومان ضرب، برابر جمع دو زاویه یا آرگومان است. در حالت خاص، ضرب در یک عدد مختلط با پیمانه 1 به صورت یک «دوران» عمل می‌کند.
به صفحه مختلط صفحه آرگاند یا صفحه گاوس هم گفته می‌شود.

## قرارداد نمادگذاری

### اعداد مختلط
در آنالیز مختلط، اعداد مختلط به صورت معمول توسط نماد z نمایش می‌یابند، که به بخش‌‌های حقیقی‌اش (x) و موهومی‌اش (y) قابل تفکیک است:
{\displaystyle z=x+iy}
صفحهٔ مختلط یا همتافت، یک نمایش هندسی برای اعداد مختلط است. در این نمایش، قسمت حقیقی عدد، بر روی محور افقی (محور حقیقی) و قسمت موهومی آن، بر روی محور عمودی (محور موهومی) نشان داده می‌شوند.